# Pseudoxerophila bathytera
Pseudoxerophila bathytera is een slakkensoort uit de familie van de Hygromiidae. De wetenschappelijke naam van de soort is voor het eerst geldig gepubliceerd in 1879 door Westerlund & Blanc.